# René Dorme
René Pierre Marie Dorme (Eix Abaucourt, 30 gennaio 1894 – 25 maggio 1917) è stato un aviatore e militare francese, distintosi come asso dell'aviazione da caccia durante il corso della prima guerra mondiale, con 23 vittorie confermate, 32 probabili, ottenute in 120 combattimenti e 623 ore di volo.

## Biografia

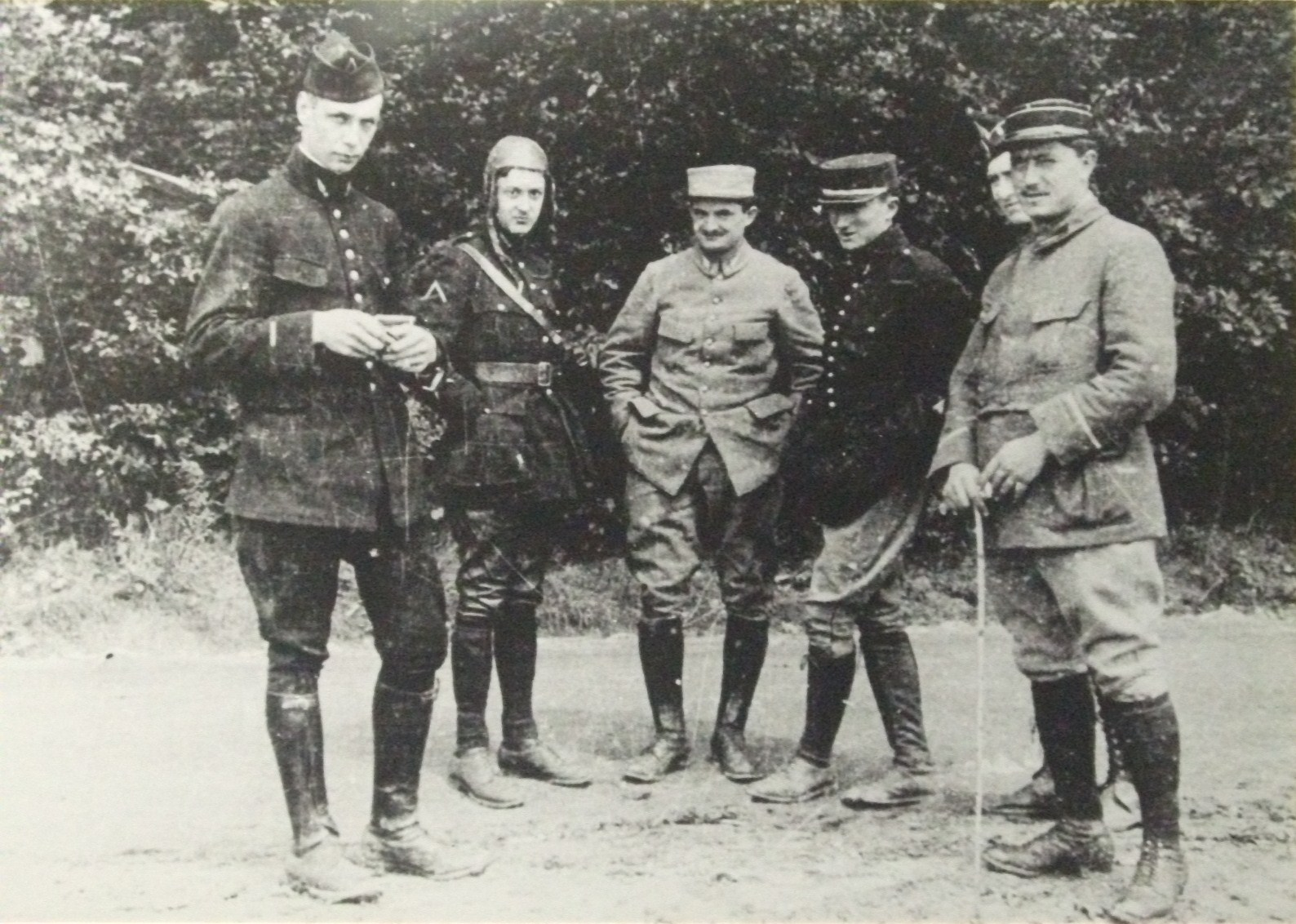
Piloti delle "Escadrille Cigognes" fotografati nella regione di Reims, il secondo a sinistra e Guynemer, e l'ultimo Dorme.

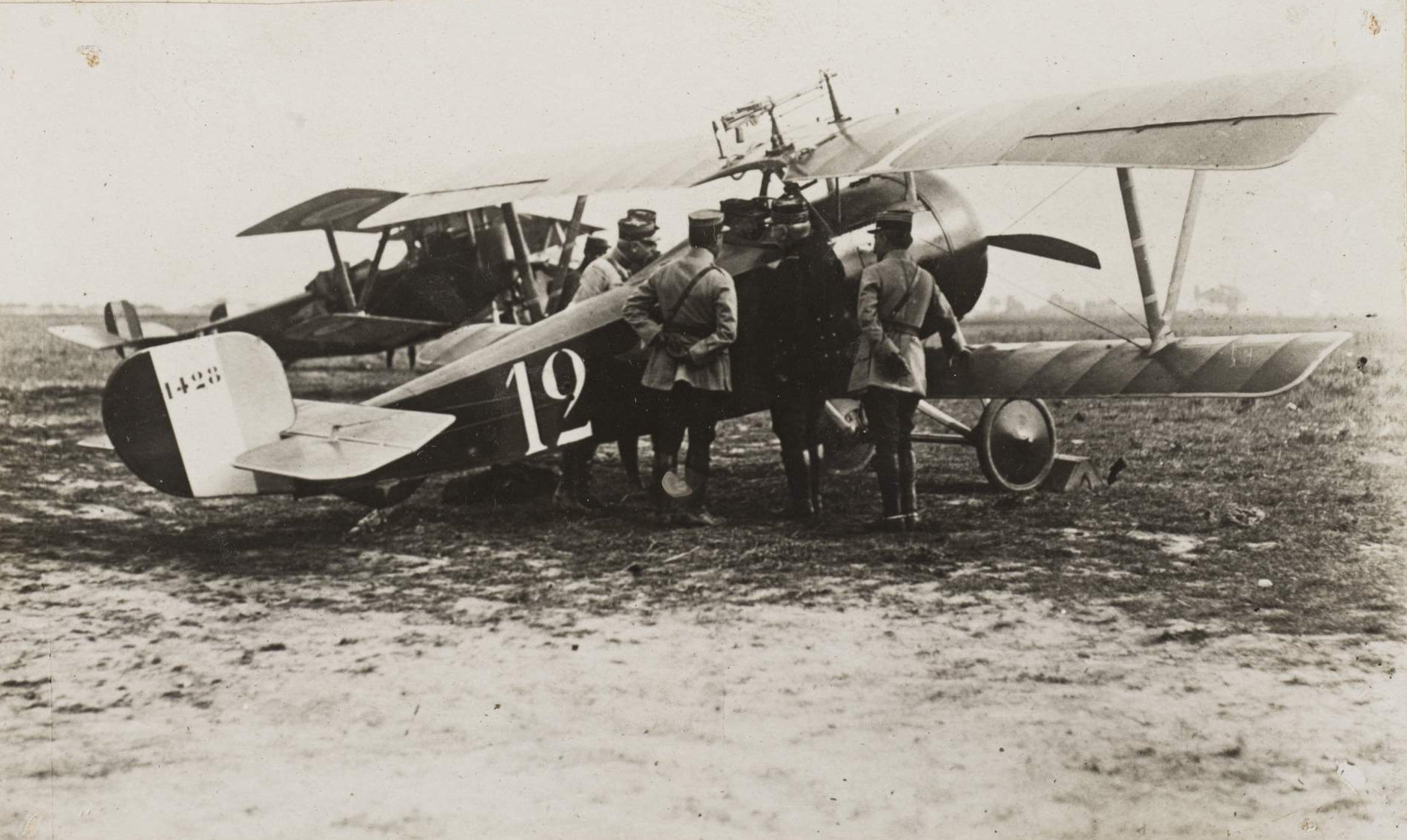
Il Maresciallo di Francia Joseph Joffre si congratula con Dorme.

Nacque a Eix Abaucourt il 30 gennaio 1894, all'interno di una famiglia della borghesia provinciale, figlio di Alphonse, direttore della stazione ferroviaria. Qualche anno dopo la famiglia si stabilì a Briey, a pochi chilometri dal confine tedesco al tempo dell'annessione della Lorena. Conseguì la licenza scolastica e lavorò poi alle dipendenze di un avvocato di Briey che lo prese in simpatia invitandolo ad andare a caccia e introducendo alla meccanica, cosa che gli consentì di guidare e mantenere la propria auto. Deciso a studiare legge, doveva prima completare il servizio militare, che iniziava all'età di 20 anni, anticipò la chiamata alle armi arruolandosi nel 1912, con ferma di tre anni, nell'Armée de terre, venendo assegnato al 7º Gruppo di artiglieria a piedi a Biserta in Tunisia, dove il suo livello di istruzione gli permise rapidamente di ottenere il grado di maresciallo.
Quando scoppiò la prima guerra mondiale fu impegnato in compiti logistici, e saputo che Briey era stata occupata dalle truppe tedesche, decise volontariamente di chiedere il trasferimento presso l'Aéronautique Militaire. Il 9 dicembre 1914 si imbarcò per la Francia, assegnato al centro di aviazione di Lione come istruttore delle giovani reclute, ma nel gennaio 1915 raggiunse, invece, il centro di aviazione di Saint-Cyr (Versailles) vicino alla casa della sorella. Il mese successivo entrò nella scuola di volo a Buc, volando sui Caudron G.3. Dopo un passaggio alla scuole di Pau, si recò a Saint-Cyr per sostenere gli esami del brevetto di pilota, e a casa della sorella ritrovò i suoi genitori, espulsi dai tedeschi, ed espropriati di ogni proprietà.
Conseguito il brevetto di pilota militare (n.1046) il 5 giugno 1915, fu assegnato alla Escadrille C 94 di Le Bourget, dipendente del Campo trincerato di Parigi. Promosso aiutante di campo, decise di combattere il nemico organizzando di propria iniziativa un'incursione al fronte in modo del tutto clandestino il 21 luglio 1915 con il suo amico e futuro asso dell'aviazione Joseph Henri Guiguet. Il 3 aprile 1916 volò verso il fronte a bordo del suo Caudron G.4, e quando vide un aereo nemico il suo mitragliere, Huillet, aprì il fuoco abbattendolo sopra Carlepont. La vittoria non fu confermata, venne comunque citato all'ordine del giorno e, dopo aver brevemente prestato servizio alla Escadrille N 95 di Pons, il 27 giugno 1916 ottenne il trasferimento alla caccia, assegnato alla Escadrille N 3 sul campo d'aviazione di Cachy.
Volando su Nieuport 16 conseguì la sua prima vittoria aerea il 9 luglio 1916, arrivando a cinque il 24 agosto e a 16 vittorie accertate e 18 probabili entro la fine dell'anno. Pur di abbattere non esitava ad oltrepassare la linea del fronte inoltrandosi per quanto possibile in territorio controllato dal nemico. Il 13 ottobre, dopo la sua quattordicesima vittoria, fu decorato con la Croce di Cavaliere della Legion d'onore. Non fu invitato ad entrare nel club "la bande noire" costituito da Georges Guynemer, Alfred Heurtaux, Albert Deullin, Mathieu Tenant de la Tour, e fu l'ultimo pilota a ricevere il dotazione lo SPAD S.VII che fu consegnato alla N 3 nel settembre 1916 e volò fino alla fine dell'anno sul suo Nieuport 17 “numero 12”, battezzato "Père Dorme", decorato con una croce di Lorena verde. Nel dicembre 1916 fu messo a riposo a causa di una ferita al braccio, e venne promosso sottotenente nel gennaio 1917. Riprese a combattere nel febbraio 1917 su uno SPAD S.VII, con la Escadrille N 3 di base ora a Bonnemaison nella Marna, in previsione dell'attacco allo Chemin des Dames. Nel maggio ricevette uno dei primi SPAD S.VII con motore sovralimentato da 180 CV, e scomparve il 25 maggio 1917, tra le 19:00 e le 21:00, durante la sua terza missione della giornata, in circostanze sconosciute, a est di Reims. Dopo aver probabilmente abbattuto un Albatros C tra Époye e Berru alle 8:10, ridecollò alle 18:40 in compagnia del tenente Albert Deullin per effettuare una missione di ricognizione sulle linee nemiche. I piloti francesi a bordo dei loro SPAD S.VII incontrarono un gruppo di 4-6 caccia tedeschi a est di Reims e si impegnarono in combattimento sopra Forte de la Pompelle nonostante la loro inferiorità numerica. Deullin riferì di aver visto per la prima volta il sottotenente Dorme abbattere uno degli aerei nemici in fiamme prima di perderne le tracce poiché lui stesso si trovò costretto a combattere contro altri caccia. Una volta terminato il combattimento, sulla via del ritorno, vide un aereo francese in fiamma presso una trincea tedesca. Il suo abbattimento potrebbe corrispondere al rapporto presentato dell'asso Heinrich Kroll della Jasta 9 che quel giorno volava su un Albatros D.III. Kroll scrisse che Dorme combatté tra i 5.300 e gli 800 m prima di precipitare al suolo ed incendiarsi nei pressi della trincea tedesca. Apparentemente il suo corpo, identificato dall'orologio, fu sepolto in una tomba presso la RN 44, ma non venne mai ritrovato.

### Annotazioni
1. ↑  Era il terzogenito, dopo due sorelle più grandi. Prima di lui la coppia ebbe anche un altro figlio morto giovanissimo.
2. ↑  Questa prestigiosa formazione allora comandata dal capitano Antonin Brocard, diventerà, alla fine di ottobre 1916, uno delle cosiddette Escadrille des “Cicognes”, in forza al Gruppo di combattimento 12 in compagnia delle Escadrille 26, 73 e 103.
3. ↑  Parlando di Dorme sul giornale La Guerre Aérienne Guynemer disse ne abbatté uno al giorno!.

### Fonti
1. ↑  Méchin 2016, pp. 54-64.
2. 1 2 3 4 5 6  Franks, Bailey 1992, pp. 151-152.
3. 1 2 3 4 5 6 7 8 9 10 11 12 13 14 15 16 17  AS14-18.
4. ↑  Méchin 2016, pp. 54-55.
5. ↑  Méchin 2016, pp. 54-57.
6. 1 2  Méchin 2016, p. 57.
7. ↑  Guttman 2001, p. 10.
8. 1 2  Guttman 2001, p. 19.